# Malalbergo
Malalbergo is een gemeente in de Italiaanse metropolitane stad Bologna (regio Emilia-Romagna) en telt 7911 inwoners (31-12-2004). De oppervlakte bedraagt 53,8 km², de bevolkingsdichtheid is 137 inwoners per km².
De volgende frazioni maken deel uit van de gemeente: Altedo, Ponticelli, Pegola, Casoni.

## Demografie
Malalbergo telt ongeveer 3361 huishoudens. Het aantal inwoners steeg in de periode 1991-2001 met 12,3% volgens cijfers uit de tienjaarlijkse volkstellingen van ISTAT.
| Jaar | Inwoneraantal |
| ---- | ------------- |
| 1991 | 6456          |
| 2001 | 7248          |

## Geografie
De gemeente ligt op ongeveer 12 meter boven zeeniveau.
Malalbergo grenst aan de volgende gemeenten: Baricella, Bentivoglio, Galliera, Minerbio, Poggio Renatico (FE), San Pietro in Casale.